# Diocèse de Purwokerto
Le diocèse de Purwokerto (en latin : Dioecesis Purvokertensis) est une Église particulière de l'Église catholique en Indonésie, dont le siège est à Purwokerto, une ville de la province de Java central.

## Histoire
La préfecture apostolique de Purwokerto est érigée le 25 avril 1932 par détachement du vicariat apostolique de Batavia puis est élevé au rang de vicariat apostolique le 16 octobre 1941. Elle devient diocèse le 3 juin 1961 par la constitution apostolique Quod Christus. Le diocèse est suffragant de l'archidiocèse de Semarang.

## Organisation
Le diocèse compte 25 paroisses dont la cathédrale du Christ-Roi de Purwokerto.
Le territoire du diocèse couvre la partie Est de la province de Java central, le reste de la province dépend de l'archidiocèse de Semarang.

## Ordinaires du diocèse

### Préfet apostolique
- Mgr Bernardo Visser, M.S.C. (1932-1941)

### Vicaires apostolique
- Mgr Willem Schoemaker, M.S.C. (1950-1961)

### Évêques
- Willem Schoemaker, M.S.C. (1961-1973)
- Paschalis Soedita Hardjasoemarta, M.S.C. (1973-1999)
- Julianus Kema Sunarka, S.J. (2000-2016[2])
- Christophorus Tri Harsono (en) (2018- )

## Source
- Catholic-Hierarchy